# Istoria Turciei
Republica Turcia a fost întemeiată la 29 octombrie, 1923 din rămășițele Imperiului Otoman. Originile Turciei moderne încep odată cu sosirea triburilor turce în Anatolia în secolul al 11-lea. În urma înfrângerii turcilor selgiucizi de către mongoli, un vid de putere a permis noii dinastii otomane să devină o forță importantă în regiune. În secolul al 16-lea, ajuns la întinderea maximă, Imperiul Otoman acoperea Anatolia, Africa de Nord, Orientul Apropiat, Europa de sud-est și Caucazul. După înfrângerea suferită în primul război mondial, puterile învingătoare au căutat împărțirea imperiului prin Tratatul de la Sèvres. Cu sprijinul aliaților, Grecia a invadat și ocupat orașul Izmir, în conformitate cu Tratatul. La 19 mai, 1919 a fost inițiată o mișcare naționalistă sub conducerea lui Mustafa Kemal Pașa, un comandant militar care s-a distins în cursul bătăliei de la Gallipoli. Kemal Pașa a încercat revocarea termenilor tratatului semnat de sultan la Istanbul, mobilizând fiecare parte a societății turcești, în ceea ce a devenit războiul turc de independență (în turcă: Kurtuluș Savașı).
La 18 septembrie, 1922, armatele de ocupație ale Antantei au fost învinse și țara eliberată. A urmat abdicarea sultanului la 1 noiembrie, 1922, astfel încheindu-se 631 de ani de stăpânire otomană. În 1923 Tratatul de la Lausanne a recunoscut suveranitatea noii Republici Turce, iar Kemal a primit supranumele de Atatürk (însemnând Părintele turcilor) și a devenit primul președinte al țării. El a instituit mai multe reforme care au modernizat Turcia, desprinzând-o de trecutul ei otoman.
În prezent există conflicte interne cu populația kurdă care luptă pentru un declararea unui stat independent.